# Elecciones generales de Angola de 2022
Las elecciones generales de Angola de 2022 se celebraron el 24 de agosto de 2022 para elegir al Presidente y la Asamblea Nacional. El presidente João Lourenço era elegible para un mandato más, y los resultados indicaron que el MPLA logró la reelección con una mayoría reducida, ganando 124 escaños y obteniendo el 51% de los votos. Esta elección es hasta la fecha la más reñida en la historia de Angola.

## Sistema electoral
Los 220 miembros de la Asamblea Nacional son elegidos por dos métodos; 130 son elegidos por representación proporcional de lista cerrada en una sola circunscripción nacional, con escaños asignados proporcionalmente. 90 son elegidos en 18 distritos electorales de cinco escaños, utilizando el método d'Hondt. Los votantes deben tener al menos 18 años de edad y no tener una bancarrota no liberada, una condena penal, doble ciudadanía o haber sido declarados locos. Los candidatos deben tener al menos 35 años.
El presidente es elegido por voto simultáneo mayoritario para el mismo período que la Asamblea, y puede servir un máximo de dos períodos. Cada partido participante nómina como candidato presidencial al primero de su lista, quien debe estar claramente identificado en la boleta electoral. El cabeza de lista del partido que recibe la mayor cantidad de votos es elegido presidente de acuerdo con la constitución de 2010.

## Candidaturas
Ocho partidos estarán en la papeleta de las elecciones:
| Partido/Coalición | Partido/Coalición | Partido/Coalición | Posición política           | Candidato              | Resultado de 2017 | Resultado de 2017 |
| Partido/Coalición | Partido/Coalición | Partido/Coalición | Posición política           | Candidato              | Votos (%)         | Escaños           |
| ----------------- | ----------------- | --- | --------------------------- | ---------------------- | ----------------- | ----------------- |
|                   | MPLA              | Movimiento Popular de Liberación de Angola Movimento Popular de Libertação de Angola                                                 | Centroizquierda a izquierda | João Lourenço          | 61.1%             | 150/220           |
|                   | UNITA             | Unión Nacional para la Independencia Total de Angola União Nacional para a Independência Total de Angola                             | Centroderecha               | Adalberto Costa Júnior | 26.7%             | 51/220            |
|                   | CASA–CE           | Convergencia Amplia para la Salvación de Angola - Coalición Electoral Convergência Ampla de Salvação de Angola – Coligação Eleitoral | Centroizquierda             | Manuel Fernandes       | 9.5%              | 16/220            |
|                   | PRS               | Partido de Renovación Social Partido de Renovação Social                                                                             | Centroizquierda             | Benedito Daniel        | 1.4%              | 2/220             |
|                   | FNLA              | Frente Nacional para la Liberación de Angola Frente Nacional de Libertação de Angola                                                 | Centroderecha               | Ngola Kabangu          | 0.9%              | 1/220             |
|                   | APN               | Alianza Patriótica Nacional Aliança Patriótica Nacional                                                                              | Centroizquierda             | Quintino Moreira       | 0.5%              | 0/220             |
|                   | P-NJANGO          | Partido Nacionalista para la Justicia en Angola Partido Nacionalista para a Justiça em Angola                                        | Centroderecha               | Eduardo Chingunji      |                   |                   |
|                   | PHA               | Partido Humanista de Angola | Centroizquierda             | Florbela Malaquias     |                   |                   |

## Campaña
El 5 de octubre de 2021, los principales partidos de oposición anunciaron que formaban una coalición denominada Frente Patriótico Unido. Adalberto Costa Júnior, de la Unión Nacional para la Independencia Total de Angola (UNITA), fue nominado como candidato de la FPU para desafiar al presidente João Lourenço en las elecciones, según confirmó el portavoz del grupo, Amandio Capoco. Capoco describió la alianza como “una alianza de angoleños ávidos de cambios”. Adalberto Costa Júnior respondió anunciando que está listo para desafiar a João Lourenço, “nuestra patria está clamando por cambios”, describiendo un país “afligido por la desesperación y el empobrecimiento.”
La campaña también se vio ensombrecida por la muerte del expresidente José Eduardo dos Santos el 8 de julio de 2022. Sin embargo, hubo una disputa en curso entre la familia dos Santos y el actual presidente João Lourenço, en la que la familia acusó al presidente de persecución y exigió el indulto de varios de los hijos de dos Santos para que el cuerpo de José Eduardo dos Santos regresase a Angola para su entierro.

### Eslóganes de campaña
| Partido o Alianza | Partido o Alianza | Eslogan original                         | Traducción al español                      | Refs   |
| ----------------- | ----------------- | ---------------------------------------- | ------------------------------------------ | ------ |
|                   | MPLA              | «A força do Povo»                        | La fuerza del pueblo                       | [ 18 ] |
|                   | UNITA             | «A hora é Agora»                         | El momento es ahora                        |        |
|                   | CASA–CE           | «Por Angola e pelos Angolanos»           | Para Angola y los angoleños                | [ 19 ] |
|                   | PRS               | «Confiante para governar Angola»         | Confiados en gobernar Angola               | [ 20 ] |
|                   | APN               | «Quintino de Moreira, o candidato certo» | Quintino de Moreira, el candidato adecuado |        |
|                   | P-NJANGO          | «O garante de uma nação justa»           | El garante de una nación justa             |        |
|                   | PHA               | "Humanize Angola"                        | «Humanizar Angola»                         | [ 21 ] |

## Encuestas
| Encuestadora          | Fecha             | Muestra | MPLA          | UNITA         | CASA–CE | PRS   | FNLA  | PRA JÁ | BD   | Otros | Ventaja |     |   |   |     |      |
| --------------------- | ----------------- | ------- | ------------- | ------------- | ------- | ----- | ----- | ------ | ---- | ----- | ------- | --- | - | - | --- | ---- |
| Encuestadora          | Fecha             | Muestra | AngoBarómetro | 9–15 Ago 2022 | 4,198   | 30.4  | 56.3  | 6.0    | 4.0  | Otros | Ventaja | 1.1 | — | — | 2.2 | 25.9 |
| MovimientoCívicoMudei | 11 Ago 2022       | 987     | 27.9          | 54.1          | 7.9     | 2.9   | 2.6   | —      | —    | 4.6   | 26.2    |     |   |   |     |      |
| Angopolls             | 15–22 Jul 2022    | 1,085   | 59.0          | 33.0          | —       | —     | —     | —      | —    | 8.0   | 26.0    |     |   |   |     |      |
| POB Brasil            | 16–21 Jul 2022    | 1,500   | 62.0          | 33.0          | —       | —     | —     | —      | —    | 5.0   | 29.0    |     |   |   |     |      |
| MovimientoCívicoMudei | 5–17 Jul 2022     | 907     | 29.8          | 53.7          | 7.6     | 4.1   | 2.2   | —      | —    | 2.6   | 23.9    |     |   |   |     |      |
| AngoBarómetro         | 11–16 Jul 2022    | 1,460   | 34.6          | 53.8          | 5.2     | 3.9   | 1.4   | —      | —    | 1.2   | 19.2    |     |   |   |     |      |
| AngoBarómetro         | 15–24 Jun 2022    | 1,302   | 31.6          | 51.2          | 6.6     | 5.8   | 2.1   | —      | —    | 2.7   | 19.6    |     |   |   |     |      |
| MovimientoCívicoMudei | Junio 2022        | 934     | 33.2          | 54.0          | 5.6     | 3.8   | 2.6   | —      | —    | 0.8   | 20.8    |     |   |   |     |      |
| MovimientoCívicoMudei | Mayo 2022         | 884     | 33.8          | 53.7          | 7.4     | 3.0   | 1.5   | —      | —    | 0.6   | 19.9    |     |   |   |     |      |
| MovimientoCívicoMudei | 9–11 Abr 2022     | 884     | 31.5          | 54.5          | 6.7     | 3.7   | 1.2   | —      | —    | 2.4   | 23.0    |     |   |   |     |      |
| MovimientoCívicoMudei | 11–15 Mar 2022    | 775     | 29.6          | 59.2          | —       | —     | —     | —      | —    | 11.7  | 29.6    |     |   |   |     |      |
| AngoBarómetro         | 29 Ene–7 Feb 2022 | 4,138   | 28.4          | 60.0          | 2.3     | 4.6   | 1.2   | —      | 3.5  | —     | 31.6    |     |   |   |     |      |
| AngoBarómetro         | 20–23 Nov 2021    | 1,095   | 30.14         | 53.42         | 1.37    | 4.11  | —     | 2.74   | 8.22 | —     | 23.3    |     |   |   |     |      |
| AngoBarómetro         | 1–9 Ago 2021      | 1,632   | 35.2          | 58.2          | 3.6     | 3.1   | 0.0   | —      | —    | —     | 23.0    |     |   |   |     |      |
| AngoBarómetro         | Feb 2021          | 1,050   | 37.7          | 58.9          | —       | —     | —     | —      | —    | 3.4   | 21.2    |     |   |   |     |      |
|                       |                   |         |               |               |         |       |       |        |      |       |         |     |   |   |     |      |
| Elecciones de 2017    | 23 Ago 2017       |         | 61.1 150      | 26.7 51       | 9.5 16  | 1.3 2 | 0.9 1 |        |      | 0.5 0 | 34.4    |     |   |   |     |      |
|                       |                   |         |               |               |         |       |       |        |      |       |         |     |   |   |     |      |

## Resultados
|  | 51.17 % |

|  | 43.95 % |

|  | 1.14 % |

|  | 1.06 % |

|  | 1.02 % |

|  | 0.76 % |

|  | 0.48 % |

|  | 0.43 % |

|  | 97.18 % |

|  | 1.67 % |

|  | 1.15 % |

|  | 100.00 % |

|  | 44.82 % |

## Consecuencias
UNITA rechazó los resultados y anunció que los impugnará. El partido se quejó de la falta de transparencia y de que los resultados no coinciden con sus propias cuentas. En Angola, los resultados de las elecciones pueden impugnarse mediante la presentación de una denuncia ante la Comisión Electoral Nacional y, si son rechazados, pueden presentarse ante el Tribunal Constitucional, que debe pronunciarse en un plazo de 72 horas.
Lourenço se comprometió a continuar con las reformas, incluida la privatización de activos estatales y detener la corrupción después de investigar a la familia Dos Santos. También prometió diversificar la economía, crear más empleos, modernizar la educación y expandir el sistema de salud. Dijo que el MPLA ganó legítimamente y que la elección fue libre, justa y transparente.